# HD 33883
HD 33883，又名BD+01 938，SAO 112535、HR 1701，是一颗恒星，视星等为6.09，位于銀經199.37，銀緯-20.66，其B1900.0坐标为赤經5h 8m 19.8s，赤緯+1° -20.66′ 57″。